# Eptesicus kobayashii
Eptesicus kobayashii (Mori, 1928) è un pipistrello della famiglia dei Vespertilionidi diffuso nella Penisola coreana.

## Descrizione

### Dimensioni
Pipistrello di piccole dimensioni, con la lunghezza della testa e del corpo tra 60 e 63 mm, la lunghezza dell'avambraccio tra 45,5 e 47 mm, la lunghezza della coda tra 46 e 48 mm, la lunghezza delle orecchie tra 17 e 19 mm e la lunghezza del piede di circa 10 mm.

### Aspetto
Il corpo è relativamente tozzo. Il colore generale del corpo è marrone scuro, più chiaro nelle parti ventrali. Il muso è largo e bruno-rossastro, con due masse ghiandolari sui lati, il naso è leggermente allungato, con le narici a forma di mezzaluna. Gli occhi sono piccoli. Le orecchie sono corte, triangolari e con la superficie interna ricoperta da diverse pieghe cutanee. Le membrane alari sono larghe e nere. Il trago è lungo circa un terzo del padiglione auricolare. La punta della lunga coda si estende leggermente oltre l'ampio uropatagio. Probabilmente si tratta di una forma locale del serotino di Turchia.

## Biologia

### Comportamento
Si rifugia nelle cavità di vecchi alberi o sotto i tetti delle case. Il volo è lento e fluttuante.

### Alimentazione
Si nutre di insetti catturati vicino al suolo.

### Riproduzione
Danno alla luce 1-2 piccoli alla volta.

## Distribuzione e habitat
Questa specie è conosciuta soltanto in tre località della Penisola coreana, vicino a Pyongyang, Kaesŏng e Seul.

## Conservazione
La IUCN Red List, considerata l'incertezza sullo stato tassonomico e la mancanza di informazioni circa lo stato della popolazione, l'habitat, l'ecologia e le eventuali minacce, classifica E.kobayashii come specie con dati insufficienti (DD).